# Melathrix
Melathrix é um gênero de mariposa pertencente à família Crambidae.